# Fot (enhet)
För andra betydelser, se Fot (olika betydelser).
Fot är en längdenhet som använts med varierande definitioner i många olika måttsystem. Med fot menar man idag engelsk fot ("international foot") som numera är definierad som exakt 0,3048 meter. Tidigare var det en liten skillnad mellan Imperial (brittisk) foot, som definierades som en tredjedel av arkivyarden, förvarad i Towern i London. Den gamla US foot är direkt relaterad till metersystemet. Den gamla Imperial foot var 0,30479449 meter. En fot motsvarar 12 tum om (numera) exakt 0,0254 meter (2,54 centimeter). Den internationella foten fastslogs först av USA och samväldet på 1950-talet, och finns nu definierad i en ISO-standard. Fot används fortfarande till exempel för höjdangivelser inom internationell luftfart. (För svensk militär luftfart angavs dock tidigare höjder enligt metersystemet, men en anpassning till fot (och knop) skedde i början på 2000-talet som en interoperabilitetsanpassning.)
Som symbol för fot används fottecknet (primtecknet): ′ . Exempelvis är alltså 2′ 5″ ett skrivsätt för två fot och fem tum. Tecknen ′ och ″ är typografiskt skilda från apostrof ’ och citattecken ’’.
I USA används inom lantmäteri en något längre fot, "United States survey foot".
Det kan noteras att en normal mansfot, storlek 43, är cirka 27 cm lång, alltså något kortare än de flesta måttenheterna fot. 

## Äldre fot

### Antiken
Enheten fot har funnits i de flesta civilisationer. Det tidigaste dokumenterade fallet är från det antika Sumerien i ett dokument från 2575 f.Kr. 
Den romerska måttet fot, pes, motsvarade 0,296 meter.

### Svensk fot
Den svenska enheten fot motsvarade från dess att Rydaholmsalnen införts som rikslikare 0,29690 meter. Den delades i 12 tum (verktum), där varje tum således var cirka 2,474 centimeter lång. Under 1800-talet introducerades decimaltum som var 1/10 fot och vars längd därmed blev 2,969 centimeter.
År 1865 omdefinierades fot från 0,296901 m till 0,296906000 m, vilket alltså blev den slutliga längden av den fot som avskaffades med metersystemets införande 1889.
En längd på 2 fot (0,593808 meter) kallades aln (tidigt fanns dock lokala definitioner – se artikeln aln), och längden 100 fot kallades för ref.

### Preussisk fot, dansk fot
Den preussiska eller rhenländska foten, vilken även överensstämde med den danska foten, var 0,313 85 meter.

### Fransk kungafot
En fransk kungafot – pied du roi efter Karl den store – eller parisfot är ännu något längre. Den motsvarar 0,324 84 meter och består av 12 pouce, vilka var och en mäter 2,707 centimeter enligt metersystemet. Den franska kungafoten ligger till grund för den typografiska måttenheten punkt.
En Fot (pied) i Bryssel motsvarade 0,276 meter.